# 청산 중독

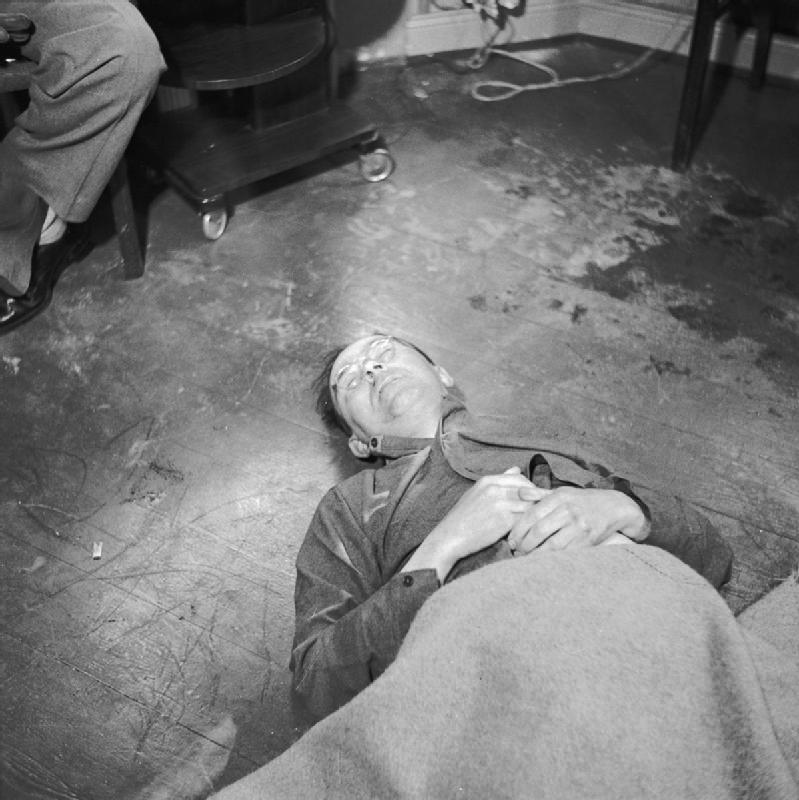

## 식물성 청산 중독
시안배당체(Cyanogenic glycosides)인 청산 배당체에 의한 중독이다. 청산칼륨 중독과 같으나 식물에는 매우 미량만 있으므로 많은 양을 섭취하지 않으면 청산가리 중독과 달리 사망하는 경우는 드물다. 그러나 대량 섭취하면 물론 사망할 수도 있다.

## 중독 기전
시안산(청산; HCN, hydrocyanic acid)은 시토크롬산화효소 (세포호흡효소) 저해하여 심하게 많이 섭취하면 급성으로 내질식 유발할 수 있으며 만성 중독이 오면 췌장염, 척수염, 골수염, 약시, 시력 장애가 올수 있다.

## 중독 증상
중독 증상으로는 위장관 증상, 및 호흡곤란, 긴장성 경련, 내질식이 있다.

## 함유 식물
벚나무속 식물 (초크체리, 체리, 살구, 배, 서양오얏), 은행, 사과, 아몬드, 마운틴마호가니(Mountain mahogany) 죽순 등에 있다.

## 시안배당체의 종류
1) 아미그달린(Amygdalin)
2) 두린(dhurrin)
3) 리나마린(linamarin = phaseolunatin)과 로토오스트랄린(lotoaustralin)
4) 기타 : 푸루나신(prunasin), 삼부니그린(sambunigrin), 비시아닌(vicianin)